# Újezd u Chocně
Újezd u Chocně är en ort i Tjeckien.   Den ligger i regionen Pardubice, i den centrala delen av landet, 120 km öster om huvudstaden Prag. Újezd u Chocně ligger 316 meter över havet och antalet invånare är 287.
Terrängen runt Újezd u Chocně är huvudsakligen platt, men åt nordost är den kuperad. Terrängen runt Újezd u Chocně sluttar västerut. Runt Újezd u Chocně är det ganska tätbefolkat, med 54 invånare per kvadratkilometer. Närmaste större samhälle är Choceň, 5,0 km sydost om Újezd u Chocně. Omgivningarna runt Újezd u Chocně är en mosaik av jordbruksmark och naturlig växtlighet.